# Érèse coccinelle
Eresus kollari
Espèce
Synonymes
- Eresus imperialis Dufour, 1820
- Eresus guerinii Lucas, 1846
- Eresus fulvus Rossi, 1846
- Chersis niger Canestrini & Pavesi, 1868
- Eresus niger (Canestrini & Pavesi, 1868)
- Eresus tricolor Simon, 1873

Eresus kollari, l'Érèse coccinelle est une espèce d'araignées aranéomorphes de la famille des Eresidae.
Cette araignée paléarctique fut appelée par le passé Eresus niger ou Eresus cinnaberinus.

## Description
Les mâles mesurent de 8 à 11 mm et les femelles de 9 à 16 mm.

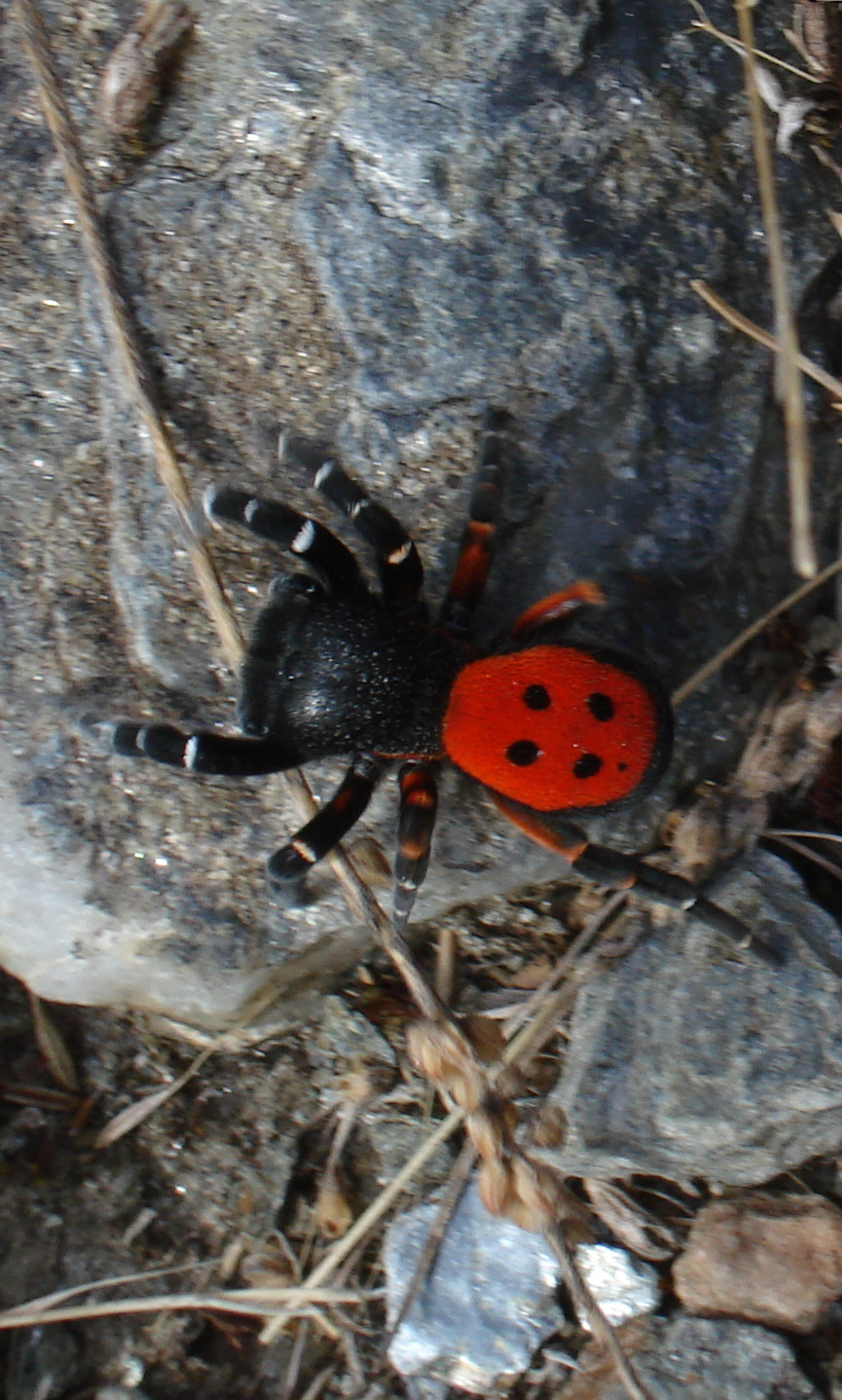
Eresus kollari mâle à la recherche de femelles

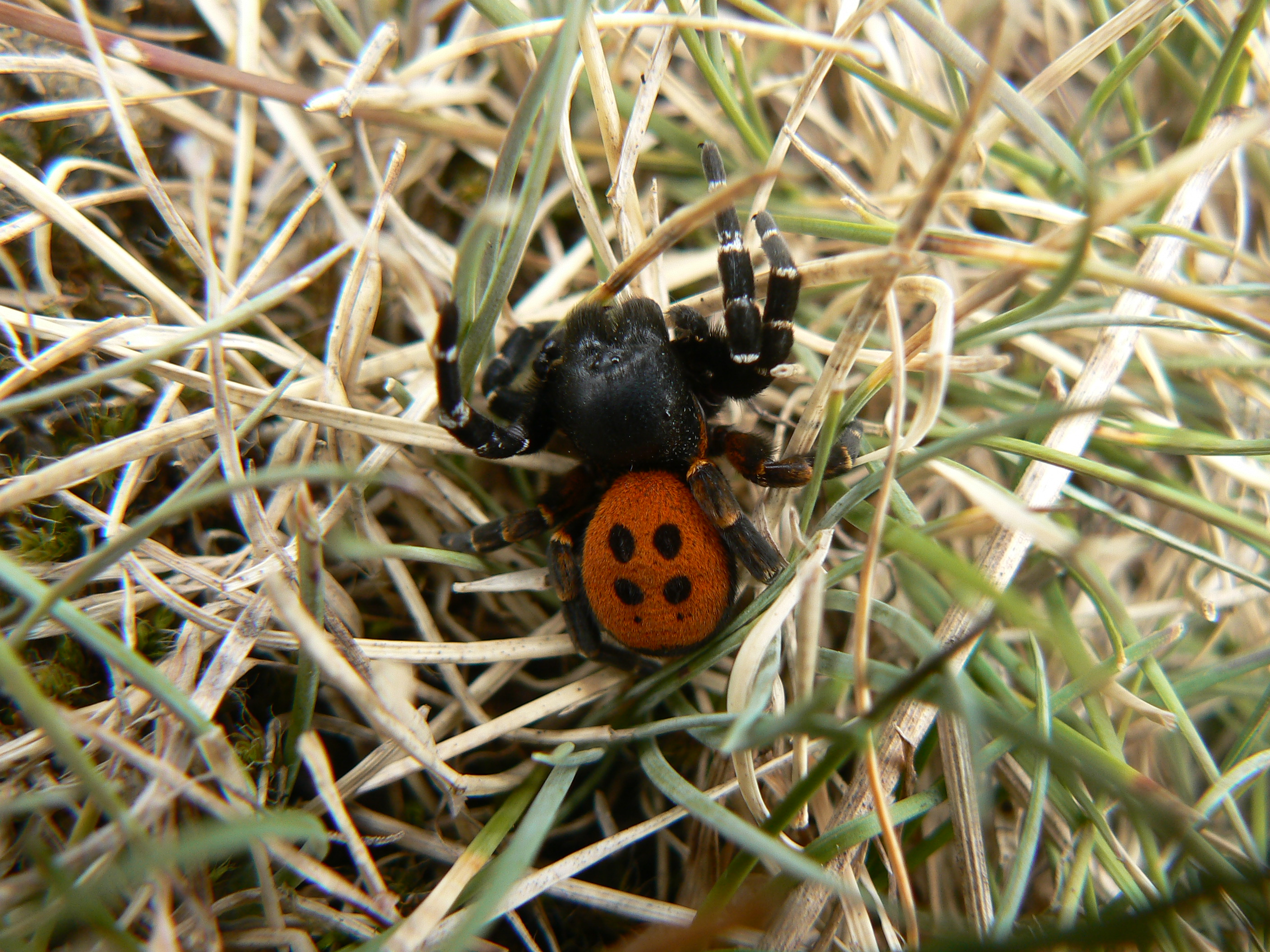
Eresus kollari

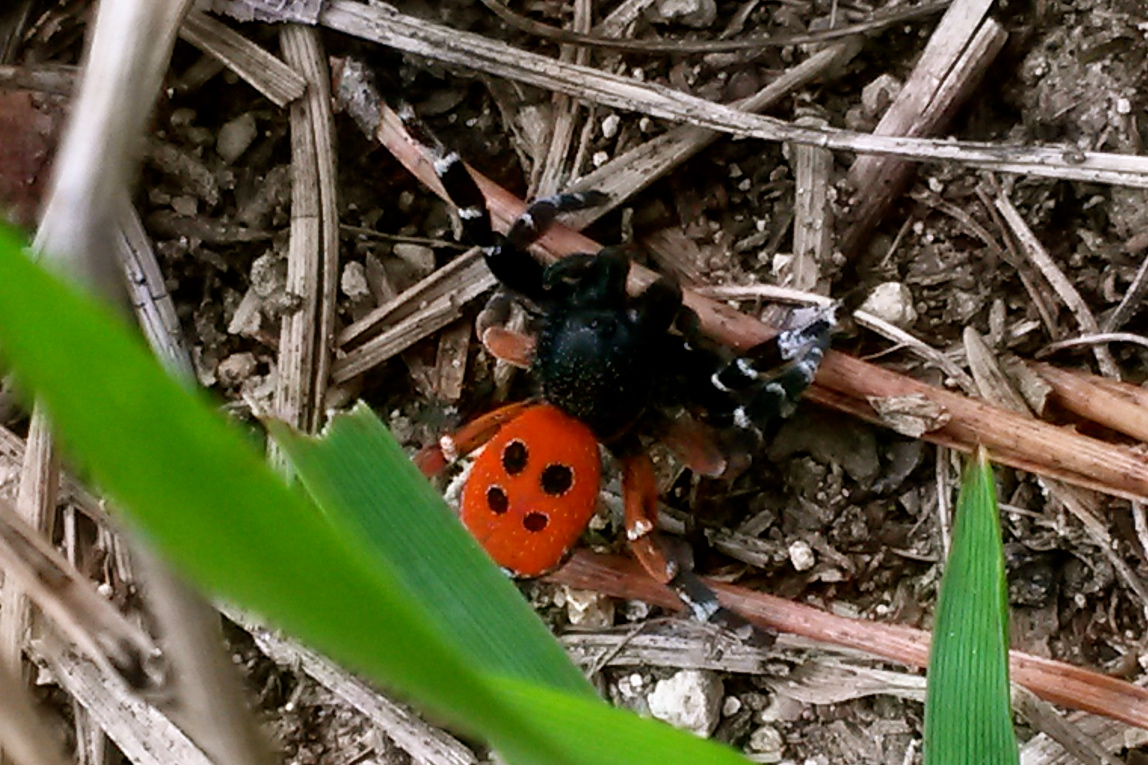
Eresus kollari de l'Essonne

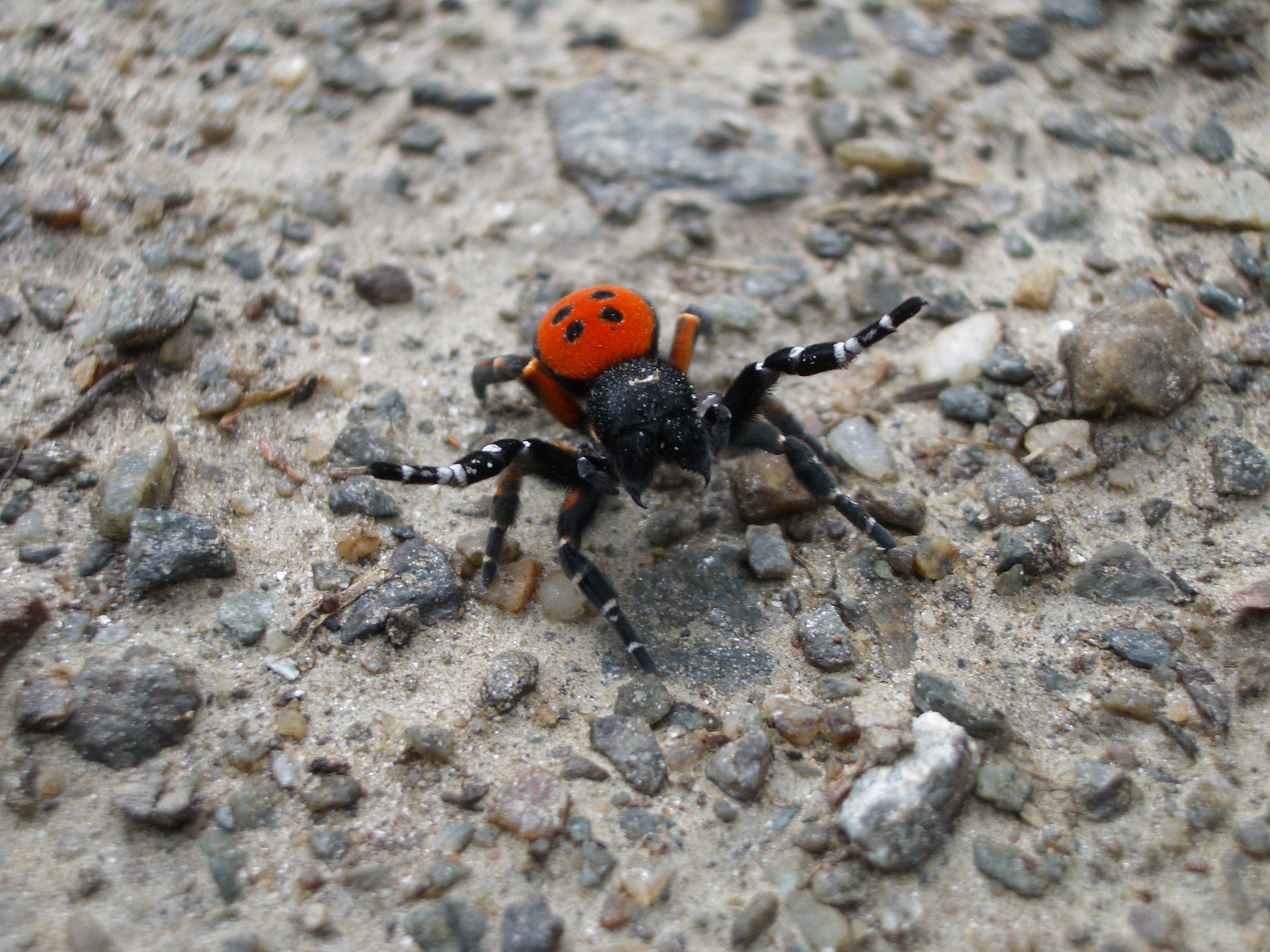
Eresus kollari

Cette araignée fouisseuse est compacte, couverte de poils épais et a les pattes courtes.
Comme toutes les araignées de ce genre, le mâle et la femelle ont une apparence très différente.
Le mâle se reconnaît aisément grâce à son abdomen rouge vif orné de quatre taches rondes et noires. 
Le céphalothorax du mâle, légèrement surélevé, est noir avec quelques soies blanches. L'abdomen est couvert de soies rouge orangé avec deux ou trois paires de taches noires dorsales, parfois cerclées de blanc. Les pattes sont noires avec des anneaux blancs aux articulations. Les pattes III et IV portent des soies rouges. Jusqu'à sa dernière mue, le mâle a la même couleur que la femelle.
Celle-ci est presque entièrement noire, à l'exception d'un semis de poils ocrés sur la tête, avec des soies gris clair à brun clair. 
L'araignée vit dans les terrains sablonneux, secs et chauds, les garrigues caillouteuses, sur les pentes recouvertes de bruyère. La femelle creuse un terrier en forme de tube dont l'entrée est recouverte d'une soie particulière émise par des filières spécialisées (le cribellum). Il est difficile à détecter. Le tissage complet de la toile prend plusieurs nuits. 
Une fois arrivé à maturité, en automne ou au printemps, le mâle quitte son trou et se met à la recherche d'une femelle,  laquelle reste sédentaire. Les femelles peuvent vivre quatre ans et ne quittent pas leur terrier où a lieu l'accouplement. Les femelles ne mangent pas le mâle.
La femelle fabrique un cocon pour contenir ses œufs et le porte à la surface durant la journée pour le réchauffer. La nuit, elle le cache à nouveau dans son terrier. Le cocon est constitué d'une enveloppe interne, blanc nacré, qui contient les œufs et d'une enveloppe externe, épaisse et plus sombre à laquelle s'accrochent des débris.
L'espèce vit parfois en colonies.
Sa morsure n’est pas mortelle mais provoque de violents maux de tête et une fièvre prolongée.

## Mode de vie
Comme toutes les espèces d'araignées fouisseuses, Eresus kollari vit dans un terrier court tapissé de soie. À l'entrée de celui-ci , la soie s'élargit pour former une sorte de tapis déployé sur le sol qui se termine par des fils de capture. Ce sont généralement des coléoptères qui se font piéger par la toile, mais aussi des mille-pattes ou encore d'autres animaux au sol.

## Reproduction
En septembre, le mâle emménage dans le terrier de la femelle pour l’accouplement pour quelques jours. Après l’accouplement, la femelle tisse un cocon blanc pour protéger les œufs.
Les petits éclosent au bout de quelques semaines, puis la mère s'enferme avec eux dans son terrier. Elle les nourrit d'abord avec quelques aliments prédigérés qu'elle recrache, puis elle meurt au bout quelques jours et son corps sert de nourriture aux petits. Ce n'est qu'au printemps suivant que les petits s'en vont de leur nid maternel pour aller construire leur propre toile.

## Distribution
Cette espèce se rencontre en Europe, en Algérie, en Turquie, en Iran, en Chine et en Corée du Sud.
Sa présence est incertaine en Extrême-Orient russe et en Asie centrale.

## Habitat
Cette espèce est commune dans presque toute l'Europe mais vit principalement aux alentours des zones habitées. Elle a un habitat qui se situe à une altitude qui varie entre 600 et 2 000 m environ[réf. nécessaire].
On la voit de mars à octobre, souvent posée sur les tas de fumier dans les zones rurales.

## Liste des sous-espèces
Selon World Spider Catalog (version 23.5, 29/12/2022) :
- Eresus kollari frontalis Latreille, 1819 d'Espagne
- Eresus kollari ignicomis Simon, 1914 de Corse
- Eresus kollari kollari Rossi, 1846
- Eresus kollari latefasciatus Simon, 1910 d'Algérie
- Eresus kollari tricolor Simon, 1873 de Corse

## Systématique et taxinomie
Cette espèce a été décrite par Rossi en 1846.
Cette espèce a longtemps été appelée Eresus niger (Canestrini & Pavesi, 1868) puis par erreur Eresus cinnaberinus (Olivier, 1789).

## Publications originales
- Latreille, 1819 : Articles sur les araignées. Nouveau Dictionnaire d'Histoire naturelle, Seconde édition, vol. 22, Deterville, Paris.
- Rossi, 1846 : « Neue Arten von Arachniden des k. k. Museums, beschrieben und mit Bemerkungen über verwandte Formen begleitet. » Naturwissenschaftliche Abhandlungen, Wien, vol. 1, p. 11-19.
- Simon, 1873 : « Études arachnologiques. 2e Mémoire. III. Note sur les espèces européennes de la famille des Eresidae. » Annales de la Société Entomologique de France, sér. 5, vol. 3, p. 335-358 (texte intégral).
- Simon, 1911 : « Catalogue raisonné des arachnides du nord de l'Afrique (1re partie). » Annales de la Société entomologique de France, vol. 79, p. 265-332 (texte intégral).
- Simon, 1914 : Les arachnides de France. Synopsis générale et catalogue des espèces françaises de l'ordre des Araneae, Paris, vol. 6, 1re partie, p. 1-308.